# Michael (album de Michael Jackson)
Michael este un album de Michael Jackson lansat în 2010, fiind al doilea album lansat după decesul său.
Lista melodiilor incluse în album:
1. "Hold My Hand" (feat. Akon) — 3:32
2. "Hollywood Tonight" — 4:30
3. "Keep Your Head Up" — 4:49
4. "(I Like) The Way You Love Me" — 4:33
5. "Monster" (feat. 50 Cent) — 4:04
6. "Best Of Joy" — 3:02
7. "Breaking News"  — 4:14
8. "(I Can't Make It) Another Day" (feat. Lenny Kravitz) — 3:54
9. "Behind The Mask" — 5:01
10. "Much Too Soon"  — 2:48